# Narrativa
Uma narrativa ou história é qualquer relato de uma série de eventos ou experiências relacionadas, seja não-ficcional (memórias, biografia, notícia, documentário, literatura odepórica, etc.) ou ficcional (conto de fadas, fábula, lenda, suspense, romance, etc.). As narrativas podem ser apresentadas através de uma sequência de palavras escritas ou faladas, imagens fixas ou em movimento, ou qualquer combinação destas. A palavra deriva do verbo latino narrare (contar), que é derivado do adjetivo gnarus (saber ou hábil). Juntamente com a argumentação, descrição e exposição, a narração, amplamente definida, é um dos modos discursivos. Mais estreitamente definido, é o modo de escrita de ficção em que o narrador se comunica diretamente com o leitor. A escola de crítica literária conhecida como formalismo russo aplicou métodos usados para analisar a desde ficção narrativa a textos não ficcionais, como discursos políticos.
A narração oral é o método mais antigo para compartilhar narrativas. Durante a infância da maioria das pessoas, as narrativas são usadas para orientá-las no comportamento adequado, na história cultural, na formação de uma identidade e nos valores comunitários, como especialmente estudado na antropologia hoje entre povos indígenas tradicionais.
A narrativa é encontrada em todas as formas de criatividade humana, arte e entretenimento, incluindo fala, literatura, teatro, música e canção, quadrinhos, jornalismo, cinema, televisão e vídeo, jogos eletrônicos, rádio, brincadeiras e performances em geral, bem como algumas pinturas, esculturas, desenhos, fotografias e outras artes visuais, desde que seja apresentada uma sequência de eventos. Vários movimentos artísticos, como a arte moderna, recusam a narrativa em favor do abstrato e do conceitual.
A narrativa pode ser organizada em várias categorias temáticas ou formais: não-ficção (como não-ficção criativa, biografia, jornalismo e historiografia); ficcionalização de eventos históricos (como anedota, mito, lenda e ficção histórica) e ficção propriamente dita (como literatura em forma de prosa e, às vezes, poesia, contos, romances, poesia narrativa, e narrativas imaginárias retratadas em outros tipos textuais, jogos ou performances ao vivo ou gravadas). As narrativas também podem existir dentro de outras narrativas, como narrativas contadas por um narrador não confiável (um personagem) tipicamente encontrado no gênero de ficção noir. Uma parte importante da narração é o modo narrativo, o conjunto de métodos usados para comunicar a narrativa por meio de um processo de narração.

## Visão geral
Uma narrativa é um relato de algum evento verdadeiro ou fictício ou uma sequência de eventos conectada, contada por um narrador para um narratário (embora possa haver mais de um de cada). Uma narrativa pessoal é uma narrativa em prosa que relata uma experiência pessoal. As narrativas devem ser distinguidas de descrições de qualidades, estados ou situações, e também de encenações dramáticas de eventos (embora uma obra dramática também possa incluir discursos narrativos). Uma narrativa consiste em um conjunto de eventos (a história) contados em um processo de narração (ou discurso), em que os eventos são selecionados e dispostos em uma determinada ordem (o enredo). Ao dar sentido à experiência pessoal, as pessoas estruturam e ordenam narrativas pessoais. A categoria de narrativas inclui tanto os relatos mais curtos de eventos (por exemplo, o gato sentou no tapete ou uma breve notícia) quanto longos trabalhos históricos ou biográficos, diários, diários de viagem e assim por diante, bem como romances, baladas, épicos, contos e outras formas ficcionais. No estudo da ficção, é comum dividir romances e contos em narrativas em primeira pessoa e narrativas em terceira pessoa. Como adjetivo, "narrativa" significa "caracterizado por ou relacionado à narrativa": assim, a técnica narrativa é o método de contar histórias, e a poesia narrativa é a classe de poemas (incluindo baladas, épicos e romances em verso) que contam histórias, diferentemente da poesia dramática e lírica. Alguns teóricos da narratologia tentam isolar a qualidade ou o conjunto de propriedades que distinguem a narrativa dos escritos não narrativos: isso é chamado de narratividade.

## História
Na Índia, evidências arqueológicas da presença de histórias são encontradas no local da civilização do Vale do Indo, em Lotal. Em uma grande embarcação, o artista retrata pássaros com peixes em seus bicos descansando em uma árvore, enquanto um animal parecido com uma raposa está abaixo. Esta cena tem semelhança com a história de A Raposa e o Corvo no Panchatantra. Em uma jarra em miniatura, é retratada a história do corvo e do cervo sedentos, de como o cervo não podia beber da boca estreita da jarra, enquanto o corvo conseguiu ao jogar pedras na jarra. As características dos animais são claras e graciosas.

## Natureza humana
Owen Flanagan, da Duke University, um dos principais pesquisadores da consciência, escreve: "As evidências sugerem fortemente que os humanos em todas as culturas vêm para moldar sua própria identidade em algum tipo de forma narrativa. Somos contadores de histórias inveterados". As histórias são um aspecto importante da cultura. Muitas obras de arte e a maioria das obras de literatura contam histórias; de fato, a maioria das ciências humanas envolvem histórias. As histórias são de origem antiga, existentes nas antigas culturas egípcias, gregas, chinesas e indianas e em seus mitos. As histórias também são um componente onipresente da comunicação humana, usadas como parábolas e exemplos para ilustrar pontos. Contar histórias foi provavelmente uma das primeiras formas de entretenimento. Como observado por Owen Flanagan, a narrativa também pode se referir a processos psicológicos na auto-identidade, memória e construção de significado.
A semiótica começa com os blocos de construção individuais do significado chamados signos; a semântica é a maneira pela qual os signos são combinados em códigos para transmitir mensagens. Isso faz parte de um sistema geral de comunicação usando elementos verbais e não verbais e criando um discurso com diferentes modalidades e formas.
Em On Realism in Art, Roman Jakobson atesta que a literatura existe como uma entidade separada. Ele e muitos outros semioticistas preferem a visão de que todos os textos, falados ou escritos, são iguais, exceto que alguns autores codificam seus textos com qualidades literárias distintas que os distinguem de outras formas de discurso. No entanto, há uma clara tendência de abordar as formas de narrativas literárias como separáveis de outras formas. Isso é visto pela primeira vez no formalismo russo através da análise de Victor Shklovsky da relação entre composição e estilo, e no trabalho de Vladimir Propp, que analisou os enredos usados em contos tradicionais e identificou 31 componentes funcionais distintos. Essa tendência (ou essas tendências) continuou no trabalho da Escola de Praga e de estudiosos franceses como Claude Lévi-Strauss e Roland Barthes. Isso leva a uma análise estrutural da narrativa e a um corpo cada vez mais influente de trabalho moderno que levanta importantes questões teóricas:
- O que é texto?
- Qual é o seu papel (cultural)?
- Como ele se manifesta como arte, cinema, teatro ou literatura?
- Por que a narrativa é dividida em diferentes gêneros, como poesia, contos e romances?

## Teoria literária
Na abordagem teórica literária, a narrativa está sendo estritamente definida como o modo de escrita de ficção em que o narrador está se comunicando diretamente com o leitor. Até o final do século XIX, a crítica literária como exercício acadêmico lidava apenas com poesia (incluindo poemas épicos como a Ilíada e o Paraíso Perdido, e dramas poéticos como Shakespeare). A maioria dos poemas não tinha um narrador distinto do autor.
Mas os romances, emprestando várias vozes a vários personagens, além do narrador, criaram a possibilidade de as visões do narrador diferirem significativamente das visões do autor. Com o surgimento do romance no século XVIII, o conceito de narrador (em oposição a "autor") tornou a questão do narrador uma questão proeminente para a teoria literária. Foi proposto que a perspectiva e o conhecimento interpretativo são as características essenciais, enquanto a focalização e a estrutura são características laterais do narrador.
O papel da teoria literária na narrativa tem sido contestado; com algumas interpretações como o modelo narrativo de Todorov que vê todas as narrativas de maneira cíclica, e que cada narrativa é caracterizada por uma estrutura de três partes que permite que a narrativa progrida. O estágio inicial sendo um estabelecimento de equilíbrio — um estado de não conflito, seguido por uma ruptura desse estado, causada por um evento externo e, por último, uma restauração ou retorno ao equilíbrio — uma conclusão que traz a narrativa de volta a um espaço semelhante antes que os eventos da narrativa se desenrolassem.
Outras críticas da teoria literária na narrativa desafiam o próprio papel da literariedade na narrativa, bem como o papel da narrativa na literatura. O significado, as narrativas e suas estéticas, emoções e valores associados têm a capacidade de operar sem a presença da literatura e vice-versa. Segundo Didier Costa, o modelo estrutural usado por Todorov e outros é injustamente tendencioso para uma interpretação ocidental da narrativa, e que um modelo mais abrangente e transformador deve ser criado para analisar adequadamente o discurso narrativo na literatura. O enquadramento histórico também desempenha um papel fundamental na estrutura narrativa; uma análise dos contextos históricos e culturais presentes durante o desenvolvimento de uma narrativa é necessária para representar com mais precisão o papel da narratologia em sociedades que dependiam fortemente de narrativas orais.

## Tipos de narradores e seus modos
A escolha do narrador pelo escritor é crucial para a forma como uma obra de ficção é percebida pelo leitor. Há uma distinção entre narrativa em primeira pessoa e narrativa em terceira pessoa, que Gérard Genette chama de narrativa intradiegética e extradiegética, respectivamente. Os narradores intradiegéticos são de dois tipos: um narrador homodiegético participa como personagem da história. Tal narrador não pode saber mais sobre outros personagens do que suas ações revelam. Um narrador heterodiegético, ao contrário, descreve as experiências dos personagens que aparecem na história da qual ele não participa.
A maioria dos narradores apresenta sua história a partir de uma das seguintes perspectivas (chamadas de modos narrativos): primeira pessoa, ou terceira pessoa limitada ou onisciente. Geralmente, um narrador em primeira pessoa traz maior foco nos sentimentos, opiniões e percepções de um determinado personagem em uma história e em como o personagem vê o mundo e os pontos de vista de outros personagens. Se a intenção do escritor é entrar no mundo de um personagem, então é uma boa escolha, embora um narrador limitado em terceira pessoa seja uma alternativa que não exija que o escritor revele tudo o que um personagem em primeira pessoa saberia. Por outro lado, um narrador onisciente em terceira pessoa oferece uma visão panorâmica do mundo da história, analisando muitos personagens e o pano de fundo mais amplo de uma história. Um narrador onisciente em terceira pessoa pode ser um animal ou um objeto, ou pode ser uma instância mais abstrata que não se refere a si mesmo. Para histórias em que o contexto e os pontos de vista de muitos personagens são importantes, um narrador em terceira pessoa é uma escolha melhor. No entanto, um narrador em terceira pessoa não precisa ser um guia onipresente, mas pode ser apenas o protagonista se referindo a si mesmo na terceira pessoa (também conhecido como narrador limitado em terceira pessoa).

### Múltiplos narradores
Um escritor pode optar por deixar vários narradores contarem a história de diferentes pontos de vista. Cabe então ao leitor decidir qual narrador parece mais confiável para cada parte da história. Pode referir-se ao estilo do escritor em que ele expressa o parágrafo escrito. Veja, por exemplo, as obras de Louise Erdrich. As I Lay Dying, de William Faulkner, é um excelente exemplo do uso de vários narradores. Faulkner emprega o fluxo de consciência para narrar a história de várias perspectivas.
Nas comunidades indígenas americanas, narrativas e contações de histórias são frequentemente contadas por vários anciãos da comunidade. Dessa forma, as histórias nunca são estáticas porque são moldadas pela relação entre narrador e público. Assim, cada história individual pode ter inúmeras variações. Os narradores geralmente incorporam pequenas mudanças na história para adaptar a história a diferentes públicos.
O uso de narrativas múltiplas em uma história não é simplesmente uma escolha estilística, mas sim interpretativa que oferece uma visão sobre o desenvolvimento de uma identidade social mais ampla e o impacto que tem na narrativa abrangente, conforme explicado por Lee Haring. Haring analisa o uso do enquadramento em narrativas orais e como o uso de múltiplas perspectivas proporciona ao público uma maior bagagem histórica e cultural da narrativa. Ela também argumenta que as narrativas (especialmente mitos e contos populares) que implementam vários narradores merecem ser categorizadas como seu próprio gênero narrativo, ao invés de simplesmente um dispositivo narrativo que é usado apenas para explicar fenômenos de diferentes pontos de vista.

Haring fornece um exemplo dos contos folclóricos árabes das Mil e Uma Noites para ilustrar como o enquadramento foi usado para conectar vagamente cada história à próxima, onde cada história foi incluída na narrativa maior. Além disso, Haring faz comparações entre Mil e Uma Noites e a narrativa oral observada em partes da Irlanda rural, ilhas do sudoeste do Oceano Índico e culturas africanas como em Madagascar.
"Eu vou te dizer o que vou fazer", disse o ferreiro. "Eu vou consertar sua espada para você amanhã, se você me contar uma história enquanto eu estou fazendo isso." O orador era um contador de histórias irlandês em 1935, enquadrando uma história na outra (O'Sullivan 75, 264). O momento lembra as Mil e Uma Noites, onde a história de "O Invejoso e o Invejado" está inserida na história maior contada pelo Segundo Kalandar (Burton 1: 113-39), e várias histórias estão anexadas em outras."

## Abordagem estética
A narrativa é uma arte altamente estética. Histórias cuidadosamente compostas têm vários elementos estéticos. Tais elementos incluem a ideia de estrutura narrativa, com começos, meios e fins identificáveis, ou exposição-desenvolvimento-clímax-desenlace, com enredos coerentes; um forte foco na temporalidade, incluindo retenção do passado, atenção à ação presente e protensão/antecipação do futuro; um foco substancial no personagem e na caracterização, "indiscutivelmente o componente mais importante do romance" (David Lodge The Art of Fiction 67); diferentes vozes interagindo, "o som da voz humana, ou muitas vozes, falando em uma variedade de sotaques, ritmos e registros" (Lodge The Art of Fiction 97; ver também a teoria de Mikhail Bakhtin para ampliação dessa ideia); um narrador ou voz semelhante ao narrador, que "aborda" e "interage com" o público leitor (veja a estética da recepção); comunica com um impulso retórico ao estilo Wayne Booth, um processo dialético de interpretação, que às vezes está abaixo da superfície, formando uma narrativa tramada, e outras vezes muito mais visível, "argumentando" a favor e contra várias posições; baseia-se substancialmente no uso de tropos literários (ver Hayden White, Metahistory para expansão desta ideia); é frequentemente intertextual com outras literaturas; e comumente demonstra um esforço em direção ao bildungsroman, uma descrição de desenvolvimento da identidade com um esforço para evidenciar tornar-se no caráter e na comunidade.

## Abordagem psicológica
Dentro da filosofia da mente, das ciências sociais e de vários campos clínicos, incluindo a medicina, a narrativa pode se referir a aspectos da psicologia humana. Um processo narrativo pessoal está envolvido no senso de identidade pessoal ou cultural de uma pessoa e na criação e construção de memórias; é pensado por alguns como a natureza fundamental do eu. A quebra de uma narrativa coerente ou positiva tem sido implicada no desenvolvimento de psicoses e transtornos mentais, e seu reparo desempenha um papel importante nas jornadas de recuperação. A terapia narrativa é uma forma de psicoterapia.
As narrativas de doença são uma maneira de uma pessoa afetada por uma doença dar sentido às suas experiências. Elas normalmente seguem um dos vários padrões estabelecidos: narrativas de restituição, caos ou busca. Na narrativa da restituição, a pessoa vê a doença como um desvio temporário. O objetivo principal é retornar permanentemente à vida normal e à saúde normal. Essas também podem ser chamadas de narrativas de cura. Na narrativa do caos, a pessoa vê a doença como um estado permanente que vai piorar inexoravelmente, sem virtudes redentoras. Isso é típico de doenças como a doença de Alzheimer:o paciente fica cada vez pior, e não há esperança de voltar à vida normal. O terceiro tipo principal, a narrativa de busca, posiciona a experiência da doença como uma oportunidade de se transformar em uma pessoa melhor, superando as adversidades e reaprendendo o que é mais importante na vida; o resultado físico da doença é menos importante do que a transformação espiritual e psicológica. Isso é típico da visão triunfante da sobrevivência ao câncer na cultura do câncer de mama.
Traços de personalidade, mais especificamente os cinco grandes traços de personalidade, parecem estar associados ao tipo de linguagem ou padrões de uso de palavras encontrados na autonarrativa de um indivíduo. Em outras palavras, o uso da linguagem em autonarrativas reflete com precisão a personalidade humana. Os correlatos linguísticos de cada traço dos cinco grandes são os seguintes:
- Extroversão — correlacionada positivamente com palavras referentes a humanos, processos sociais e família;
- Amabilidade — correlacionada positivamente com família, inclusão e certeza; correlacionado negativamente com raiva e corpo (ou seja, comentários negativos sobre saúde/corpo);
- Conscienciosidade — correlacionada positivamente com realização e trabalho; negativamente relacionado ao corpo, morte, raiva e exclusividade;
- Neuroticismo — correlacionado positivamente com tristeza, emoção negativa, corpo, raiva, casa e ansiedade; correlacionado negativamente com o trabalho;
- Abertura — correlacionada positivamente com processos perceptivos, audição e exclusividade

## Abordagens das ciências sociais
Os seres humanos geralmente afirmam entender os eventos quando conseguem formular uma história ou narrativa coerente explicando como eles acreditam que o evento foi gerado. As narrativas estão, portanto, na base de nossos procedimentos cognitivos e também fornecem uma estrutura explicativa para as ciências sociais, particularmente quando é difícil reunir casos suficientes para permitir a análise estatística. A narrativa é frequentemente usada em pesquisas de estudo de caso nas ciências sociais. Aqui descobriu-se que a natureza densa, contextual e interpenetrante das forças sociais reveladas por narrativas detalhadas é muitas vezes mais interessante e útil tanto para a teoria social quanto para a política social do que outras formas de investigação social. A pesquisa usando métodos narrativos nas ciências sociais tem sido descrita como ainda em sua infância, mas essa perspectiva tem várias vantagens, como acesso a um rico vocabulário existente de termos analíticos: enredo, gênero, subtexto, épico, herói/heroína, arco da história (por exemplo, início-meio-fim) e assim por diante. Outro benefício é enfatizar que mesmo documentos aparentemente não-ficcionais (discursos, políticas, legislação) ainda são ficções, no sentido de que são de autoria e geralmente têm um público-alvo em mente.
Os sociólogos Jaber F. Gubrium e James A. Holstein contribuíram para a formação de uma abordagem construcionista da narrativa na sociologia. Do livro The Self We Live By: Narrative Identity in a Postmodern World (2000), a textos mais recentes como Analyzing Narrative Reality (2009) e Varieties of Narrative Analysis (2012), eles desenvolveram uma estrutura analítica para pesquisar histórias e contação de histórias centrada na interação de discursos institucionais (grandes histórias), por um lado, e relatos cotidianos (pequenas histórias), por outro. O objetivo é a compreensão sociológica dos textos formais e vividos da experiência, caracterizando a produção, as práticas e a comunicação de relatos.

### Abordagem de consulta
A fim de evitar "histórias endurecidas" ou "narrativas que se tornam livres de contexto, portáteis e prontas para serem usadas em qualquer lugar e a qualquer momento para fins ilustrativos" e estão sendo usadas como metáforas conceituais conforme definido pelo linguista George Lakoff, uma abordagem chamada investigação narrativa foi proposta, apoiando-se na suposição epistemológica de que os seres humanos dão sentido à experiência multicausal aleatória ou complexa pela imposição de estruturas de histórias. A propensão humana de simplificar os dados por meio de uma predileção por narrativas sobre conjuntos de dados complexos pode levar à falácia narrativa. É mais fácil para a mente humana lembrar e tomar decisões com base em histórias com significado do que lembrar sequências de dados. Essa é uma das razões pelas quais as narrativas são tão poderosas e por que muitos dos clássicos das ciências humanas e sociais são escritos no formato narrativo. Mas os humanos podem ler o significado dos dados e compor histórias, mesmo quando isso não se justifica. Alguns estudiosos sugerem que a falácia narrativa e outros vieses podem ser evitados aplicando verificações metódicas padrão de validade e confiabilidade em termos de como os dados (narrativas) são coletados, analisados e apresentados. Mais tipicamente, os estudiosos que trabalham com narrativa preferem usar outros critérios avaliativos (como credibilidade ou talvez validade interpretativa) uma vez que não vêem a validade estatística como significativamente aplicável aos dados qualitativos: "os conceitos de validade e confiabilidade, entendidos a partir da perspectiva positivista, são de alguma forma impróprios e inadequados quando aplicados à pesquisa interpretativa". Vários critérios para avaliar a validade da pesquisa narrativa foram propostos, incluindo o aspecto objetivo, o aspecto emocional, o aspecto social/moral e a clareza da história.

### Abordagem matemático-sociológica
Na sociologia matemática, a teoria das narrativas comparativas foi concebida para descrever e comparar as estruturas (expressas como "e" em um grafo orientado onde são combinados múltiplos links causais incidentes em um nó) de eventos sequenciais dirigidos por ação.
As narrativas assim concebidas compreendem os seguintes ingredientes:
- Um conjunto finito de descrições de estado do mundo S, cujos componentes são fracamente ordenados no tempo;
- Um conjunto finito de atores/agentes (individuais ou coletivos), P;
- Um conjunto finito de ações A;
- Um mapeamento de P em A;

A estrutura (grafo orientado) é gerada deixando os nós representarem os estados e as arestas orientadas representarem como os estados são alterados por ações especificadas. O esqueleto da ação pode então ser abstraído, compreendendo mais um dígrafo onde as ações são representadas como nós e arestas na forma "ação a co-determinou (no contexto de outras ações) ação b".
As narrativas podem ser abstraídas e generalizadas impondo uma álgebra sobre suas estruturas e, portanto, definindo o homomorfismo entre as álgebras. A inserção de nexos causais dirigidos à ação em uma narrativa pode ser alcançada usando o método das narrativas bayesianas.

#### Narrativas bayesianas
Desenvolvida por Peter Abell, a teoria das narrativas bayesianas concebe uma narrativa como um grafo orientado que compreende múltiplos vínculos causais (interações sociais) da forma geral: "ação a causa ação b em um contexto especificado". Na ausência de casos comparativos suficientes para permitir o tratamento estatístico dos nexos causais, os itens de evidência em apoio e contra um nexo causal específico são reunidos e usados para calcular a razão de verossimilhança bayesiana do vínculo. Declarações causais subjetivas da forma "eu fiz b por causa de a" e contrafactuais subjetivos "se não fosse por a eu não teria feito b" são itens notáveis de evidência.

## Na música
A linearidade é uma das várias qualidades narrativas que podem ser encontradas em uma composição musical. Como observa o musicólogo estadunidense Edward Cone, termos narrativos também estão presentes na linguagem analítica sobre música. Os diferentes componentes de uma fuga — assunto, resposta, exposição, discussão e resumo — podem ser citados como exemplo. No entanto, existem várias visões sobre o conceito de narrativa na música e o papel que ela desempenha. Uma teoria é a de Theodore Adorno, que sugeriu que "a música recita a si mesma, é seu próprio contexto, narra sem narrativa". Outra é a de Carolyn Abbate, que sugeriu que "certos gestos experimentados na música constituem uma voz narradora". Outros ainda argumentam que a narrativa é um empreendimento semiótico que pode enriquecer a análise musical. O musicólogo francês Jean-Jacques Nattiez afirma que "a narrativa, a rigor, não está na música, mas na trama imaginada e construída pelos ouvintes". Ele argumenta que discutir música em termos de narratividade é simplesmente metafórico e que o "enredo imaginado" pode ser influenciado pelo título da obra ou outras informações programáticas fornecidas pelo compositor. No entanto, Abbate revelou inúmeros exemplos de dispositivos musicais que funcionam como vozes narrativas, limitando a capacidade da música de narrar a raros "momentos que podem ser identificados por seu efeito bizarro e disruptivo". Vários teóricos compartilham essa visão da narrativa aparecendo em momentos disruptivos em vez de normativos na música. A palavra final ainda está por ser dita, em relação às narrativas na música, pois ainda há muito a ser determinado.

## No cinema
Ao contrário da maioria das formas de narrativas que são inerentemente baseadas na linguagem (sejam narrativas apresentadas na literatura ou oralmente), as narrativas cinematográficas enfrentam desafios adicionais na criação de uma narrativa coesa. Considerando que a suposição geral na teoria literária é que um narrador deve estar presente para desenvolver uma narrativa, como Schmid propõe; o ato de um autor escrever suas palavras no texto é o que comunica ao público (neste caso os leitores) a narrativa do texto, e o autor representa um ato de comunicação narrativa entre o narrador textual e o narratário. Isso está de acordo com a perspectiva de Fludernik sobre o que é chamado de narratologia cognitiva — que afirma que um texto literário tem a capacidade de se manifestar em uma ilusão imaginada e representativa que o leitor criará para si mesmo, e pode variar muito de leitor para leitor. Em outras palavras, os cenários de um texto literário (referente à ambientações, molduras, esquemas, etc.) serão representados de forma diferente para cada leitor individual com base em uma multiplicidade de fatores, incluindo as próprias experiências de vida pessoal do leitor que lhe permitem compreender o texto literário de uma maneira distinta de qualquer outra pessoa.
A narrativa fílmica não se dá ao luxo de ter um narrador textual que orienta seu público para uma narrativa formativa; nem tem a capacidade de permitir que seu público manifeste visualmente o conteúdo de sua narrativa de uma maneira única, como a literatura. Em vez disso, as narrativas cinematográficas utilizam dispositivos visuais e auditivos em substituição a um sujeito narrativo; esses dispositivos incluem cinematografia, edição, design de som (som diegético e não diegético), bem como o arranjo e as decisões sobre como e onde os assuntos estão localizados na tela — conhecido como mise-en-scène. Esses dispositivos cinematográficos, entre outros, contribuem para a mistura única de narrativa visual e auditiva que culmina no que Jose Landa chama de “instância narrativa visual”. E, diferentemente das narrativas encontradas em outras artes performáticas, como peças teatrais e musicais, as narrativas cinematográficas não estão vinculadas a um lugar e tempo específicos, e não são limitadas por transições de cena em peças, que são restritas por cenografia e tempo alocado.

## Na mitologia
A natureza ou existência de uma narrativa formativa em muitos dos mitos, contos populares e lendas do mundo tem sido um tema de debate para muitos estudiosos modernos; mas o consenso mais comum entre os acadêmicos é que na maioria das culturas, mitologias tradicionais e contos folclóricos são construídos e recontados com um propósito narrativo específico que serve para oferecer à sociedade uma explicação compreensível dos fenômenos naturais — muitas vezes ausente de um autor verificável. Esses contos explicativos se manifestam de várias formas e servem a diferentes funções sociais, incluindo lições de vida para os indivíduos aprenderem (por exemplo, o conto grego antigo de Ícaro se recusando a ouvir seus anciãos e voando muito perto do sol), explicando forças de natureza ou outros fenômenos naturais (por exemplo, o mito do dilúvio que abrange culturas em todo o mundo), e fornecendo uma compreensão da natureza humana, como exemplificado pelo mito de Cupido e Psique.
Considerando como as mitologias foram historicamente transmitidas por meio de recontagens orais, não há um método qualitativo ou confiável para rastrear exatamente onde e quando um conto se originou; e uma vez que os mitos estão enraizados em um passado remoto e são vistos como um relato factual de acontecimentos dentro da cultura da qual se originaram, a visão de mundo presente em muitas mitologias orais é de uma perspectiva cosmológica — uma que é contada por uma voz que não tem corporificação física e é transmitida e modificada de geração em geração. Essa cosmovisão cosmológica no mito é o que dá credibilidade a todas as narrativas mitológicas e, por serem facilmente comunicadas e modificadas pela tradição oral entre várias culturas, ajudam a solidificar a identidade cultural de uma civilização e contribuem para a noção de uma consciência humana coletiva que continua a ajudar a moldar a própria compreensão do mundo.
O mito é frequentemente usado em um sentido abrangente para descrever uma infinidade de gêneros folclóricos, mas há um significado em distinguir as várias formas de folclore para determinar adequadamente quais narrativas constituem como mitológicas, como sugere o antropólogo Sir James Frazer. Frazer afirma que existem três categorias primárias de mitologia (agora consideradas categorias mais amplas de folclore): Mitos, lendas e contos populares, e que, por definição, cada gênero extrai sua narrativa de uma fonte ontológica diferente e, portanto, tem diferentes implicações dentro de um civilização. Frazer afirma:
“Se essas definições forem aceitas, podemos dizer que o mito tem sua fonte na razão, a lenda na memória e o conto popular na imaginação; e que os três produtos mais maduros da mente humana que correspondem a estas suas criações cruas são a ciência, a história e o romance".
Janet Bacon expandiu a categorização de Frazer em sua publicação de 1921, The Voyage of The Argonauts.
1. Mito — De acordo com a publicação de Janet Bacon de 1921, "O mito tem uma intenção explicativa. Explica algum fenômeno natural cujas causas não são óbvias, ou alguma prática ritual cuja origem foi esquecida". Bacon vê os mitos como narrativas que servem a uma função social prática de fornecer uma explicação satisfatória para muitas das maiores questões da humanidade. Essas perguntas abordam tópicos como eventos astronômicos, circunstâncias históricas, fenômenos ambientais e uma série de experiências humanas, incluindo amor, raiva, ganância e isolamento..
2. Lenda — Segundo Bacon, "Lenda, por outro lado, é a verdadeira tradição fundada nas fortunas de pessoas reais ou em aventuras em lugares reais. Agamenon, Licurgo, Coriolano, Rei Arthur, Saladino, são pessoas reais cuja fama e as lendas que a espalharam tornaram-se mundiais." Lendas são figuras míticas cujas realizações e elogios vivem além de sua própria mortalidade e transcendem ao reino do mito por meio da comunicação verbal através dos tempos. Como os mitos, eles estão enraizados no passado, mas, ao contrário do espaço sagrado e efêmero em que os mitos ocorrem, as lendas são muitas vezes indivíduos de carne humana que viveram aqui na terra há muito tempo e são acreditados como fatos.
3. Conto popular — Bacon classifica o conto popular como tal: "Conto popular, no entanto, não exige crença, sendo totalmente produto da imaginação. Em eras distantes, algum contador de histórias inventivo tinha o prazer de passar uma hora ociosa contando histórias que inventou." A definição de Bacon pressupõe que os contos populares não possuem a mesma factualidade subjacente que os mitos e as lendas tendem a ter. Embora os contos populares ainda tenham um valor cultural considerável, eles simplesmente não são considerados verdadeiros dentro de uma civilização. Bacon diz que, como os mitos, os contos populares são imaginados e criados por alguém em algum momento, mas diferem no fato de que o objetivo principal dos contos populares é entreter; e que, como as lendas, podem possuir algum elemento de verdade em sua concepção original, mas carecem de qualquer forma de credibilidade encontrada nas lendas.

### Estrutura
Na ausência de um autor conhecido ou narrador original, as narrativas míticas são muitas vezes referidas como narrativas em prosa. As narrativas em prosa tendem a ser relativamente lineares em relação ao período de tempo em que ocorrem e são tradicionalmente marcadas por seu fluxo natural de fala em oposição à estrutura rítmica encontrada em várias formas de literatura, como poesia e Haikus. A estrutura das narrativas em prosa permite que sejam facilmente compreendidas por muitos — já que a narrativa geralmente começa no início da história e termina quando o protagonista resolve o conflito. Esses tipos de narrativas são geralmente aceitos como verdadeiros dentro da sociedade e são contados a partir de um lugar de grande reverência e sacralidade. Acredita-se que os mitos ocorram em um passado remoto — antes da criação ou estabelecimento da civilização da qual derivam, e destinam-se a fornecer uma explicação para coisas como as origens da humanidade, fenômeno natural e natureza humana. Tematicamente, os mitos procuram fornecer informações sobre si mesmo, e muitos são vistos como uma das formas mais antigas de narrativas em prosa, o que confere aos mitos tradicionais suas características definidoras de vida que continuam a ser comunicadas hoje.
Outra teoria sobre o propósito e a função das narrativas mitológicas deriva do filólogo do século XX Georges Dumézil e sua teoria formativa do "trifuncionalismo" encontrado nas mitologias indo-européias. Dumèzil refere-se apenas aos mitos encontrados nas sociedades indo-européias, mas a principal afirmação feita por sua teoria é que a vida indo-européia foi estruturada em torno da noção de três funções sociais distintas e necessárias e, como resultado, os vários deuses e deusas na mitologia indo-européia assumiram essas funções também. As três funções foram organizadas por significado cultural, sendo a primeira função a mais grandiosa e sagrada. Para Dumèzil, essas funções eram tão vitais que se manifestavam em todos os aspectos da vida e estavam no centro da vida cotidiana.

Essas "funções", como diz Dumèzil, eram um conjunto de conhecimento e sabedoria esotéricos que se refletiam na mitologia. A primeira função era a soberania — e foi dividida em duas categorias adicionais: mágica e jurídica. Como cada função na teoria de Dumèzil correspondia a uma classe social designada no reino humano; a primeira função era a mais alta e era reservada para o status de reis e outras realezas. Em uma entrevista com Alain Benoist, Dumèzil descreveu a soberania mágica como tal,
"[Soberania mágica] consiste na administração misteriosa, a 'mágica' do universo, a ordenação geral do cosmos. Este é um aspecto 'inquietante', aterrorizante de certas perspectivas. O outro aspecto é mais tranquilizador, mais orientado para o mundo humano, é a parte "jurídica" da função soberana."
Isso implica que os deuses da primeira função são responsáveis pela estrutura e ordem geral do universo, e aqueles deuses que possuem soberania jurídica estão mais intimamente ligados ao reino dos humanos e são responsáveis pelo conceito de justiça e ordem. Dumèzil usa o panteão dos deuses nórdicos como exemplos dessas funções em seu ensaio de 1981 — ele descobre que os deuses nórdicos Odin e Tyr refletem as diferentes marcas de soberania. Odin é o autor do cosmos e possuidor de infinito conhecimento esotérico, chegando ao ponto de sacrificar seu olho pela acumulação de mais conhecimento. Enquanto Tyr, visto como o "deus justo", está mais preocupado em defender a justiça, como ilustrado pelo mito épico de Tyr perdendo a mão em troca do monstro Fenrir para cessar o terror dos deuses. A teoria de Dumèzil sugere que através desses mitos, conceitos de sabedoria universal e justiça puderam ser comunicados ao povo nórdico na forma de uma narrativa mitológica.
A segunda função descrita por Dumèzil é a do proverbial herói, ou campeão. Esses mitos funcionavam para transmitir os temas de heroísmo, força e bravura e eram mais frequentemente representados tanto no mundo humano quanto no mundo mitológico por guerreiros valentes. Embora os deuses da segunda função ainda fossem reverenciados na sociedade, eles não possuíam o mesmo conhecimento infinito encontrado na primeira categoria. Um deus nórdico que se enquadraria na segunda função seria Thor, deus do trovão. Thor possuía grande força e muitas vezes era o primeiro a entrar em batalha, conforme ordenado por seu pai Odin. Essa segunda função reflete a alta consideração das culturas indo-européias pela classe guerreira e explica a crença em uma vida após a morte que recompensa uma morte valente no campo de batalha; para a mitologia nórdica, isso é representado por Valhalla.
Por fim, a terceira função de Dumèzil é composta por deuses que refletem a natureza e os valores das pessoas mais comuns na vida indo-europeia. Esses deuses muitas vezes presidiam os reinos da cura, prosperidade, fertilidade, riqueza, luxo e juventude — qualquer tipo de função que fosse facilmente relacionada ao camponês comum em uma sociedade. Assim como um agricultor vivia e se sustentava de suas terras, os deuses da terceira função eram responsáveis pela prosperidade de suas colheitas, e também eram responsáveis por outras formas de vida cotidiana que nunca seriam observadas pelo status de reis e guerreiros, como a malícia e a promiscuidade. Um exemplo encontrado na mitologia nórdica pode ser visto através do deus Frey, um deus que estava intimamente ligado a atos de devassidão e excessos.
Dumèzil via sua teoria do trifuncionalismo como distinta de outras teorias mitológicas por causa da maneira como as narrativas da mitologia indo-européia permeavam todos os aspectos da vida dentro dessas sociedades, a ponto de a visão social da morte se afastar de uma percepção primordial que diz um a temer a morte e, em vez disso, a morte passou a ser vista como o penúltimo ato de heroísmo — solidificando a posição de uma pessoa no salão dos deuses quando ela passa deste reino para o próximo. Além disso, Dumèzil propôs que sua teoria estava na base do entendimento moderno da Trindade Cristã, citando que as três principais divindades de Odin, Thor e Freyr eram frequentemente retratadas juntas em um trio — visto por muitos como uma representação abrangente do que seria conhecido hoje como "divindade".

## Na narrativa cultural
Uma narrativa pode assumir a forma de uma história, o que dá aos ouvintes uma via divertida e colaborativa para adquirir conhecimento. Muitas culturas usam a narração como forma de registrar histórias, mitos e valores. Essas histórias podem ser vistas como entidades vivas da narrativa entre as comunidades culturais, pois carregam consigo a experiência compartilhada e a história da cultura. As histórias são frequentemente usadas dentro das culturas indígenas para compartilhar conhecimento com a geração mais jovem. Devido às narrativas indígenas deixarem espaço para interpretações abertas, as histórias muitas vezes envolvem as crianças no processo de contar histórias para que elas possam criar seu próprio significado e explicações dentro da história. Isso promove o pensamento holístico entre as crianças indígenas, que trabalha para fundir uma identidade individual e mundial. Tal identidade sustenta a epistemologia indígena e dá às crianças um sentimento de pertencimento à medida que sua identidade cultural se desenvolve através do compartilhamento e transmissão de histórias.
Por exemplo, várias histórias indígenas são usadas para ilustrar um valor ou lição. Na tribo Apache ocidental, as histórias podem ser usadas para alertar sobre o infortúnio que recai sobre as pessoas quando elas não seguem um comportamento aceitável. Uma história fala da ofensa da intromissão de uma mãe na vida de seu filho casado. Na história, a tribo está sob ataque de uma tribo vizinha, os Pimas. A mãe Apache ouve um grito. Pensando que é a mulher do filho gritando, ela tenta intervir gritando com ele. Isso alerta a tribo Pima para sua localização, e ela é prontamente morta devido a intervir na vida de seu filho.
As culturas indígenas americanas usam a contação de histórias para ensinar às crianças os valores e as lições da vida. Embora a contação de histórias proporcione entretenimento, seu objetivo principal é educar. Os povos indígenas do Alasca afirmam que as narrativas ensinam às crianças onde elas se encaixam, o que sua sociedade espera delas, como criar um ambiente de vida pacífico e ser membros responsáveis e dignos de suas comunidades. Na cultura mexicana, muitas figuras adultas contam histórias para seus filhos para ensinar às crianças valores como individualidade, obediência, honestidade, confiança e compaixão. Por exemplo, uma das versões de La Llorona é usada para ensinar as crianças a tomar decisões seguras à noite e a manter a moral da comunidade.
As narrativas são consideradas pela comunidade canadense Métis para ajudar as crianças a entender que o mundo ao seu redor está interconectado com suas vidas e comunidades. Por exemplo, a comunidade Métis compartilha a "História Humorística do Cavalo" para as crianças, que retrata que os cavalos tropeçam ao longo da vida, assim como os humanos.. As histórias navajos também usam animais mortos como metáforas, mostrando que todas as coisas têm um propósito. Por fim, os anciãos das comunidades indígenas do Alasca afirmam que o uso de animais como metáforas permite que as crianças formem suas próprias perspectivas e, ao mesmo tempo, reflitam sobre suas próprias vidas.
Os anciãos índios estadunidenses também afirmam que contar histórias convida os ouvintes, especialmente as crianças, a tirar suas próprias conclusões e perspectivas enquanto refletem sobre suas vidas.. Além disso, eles insistem que as narrativas ajudam as crianças a compreender e obter uma ampla gama de perspectivas que as ajudam a interpretar suas vidas no contexto da história. Os membros da comunidade indígena estadunidense enfatizam às crianças que o método de obtenção de conhecimento pode ser encontrado em histórias passadas de geração em geração. Além disso, os membros da comunidade também permitem que as crianças interpretem e construam uma perspectiva diferente de cada história.

## No campo militar
Um campo emergente da guerra de informação é a "batalha das narrativas". A batalha das narrativas é uma batalha completa na dimensão cognitiva do ambiente informacional, assim como a guerra tradicional é travada nos domínios físicos (ar, terra, mar, espaço e ciberespaço). Uma das lutas fundamentais na guerra nos domínios físicos é moldar o ambiente de tal forma que a disputa de armas seja travada em termos que sejam vantajosos para cada um. Da mesma forma, um componente-chave da batalha das narrativas é conseguir estabelecer as razões e os resultados potenciais do conflito, em termos favoráveis aos esforços de cada um.

## Historiografia
Na historiografia, segundo Lawrence Stone, a narrativa tem sido tradicionalmente o principal recurso retórico utilizado pelos historiadores. Em 1979, numa época em que a nova história social exigia um modelo de análise das ciências sociais, Stone detectou um retrocesso em direção à narrativa. Stone definiu a narrativa como organizada cronologicamente; focada em uma única história coerente; descritiva em vez de analítica; preocupada com pessoas e não com circunstâncias abstratas; e lidar com o particular e específico em vez do coletivo e estatístico. Ele relatou que "mais e mais 'novos historiadores' estão agora tentando descobrir o que estava acontecendo dentro da cabeça das pessoas no passado, e como era viver no passado, questões que inevitavelmente levam de volta ao uso de narrativa."
Alguns filósofos identificam as narrativas com um tipo de explicação. Mark Bevir argumenta, por exemplo, que as narrativas explicam as ações apelando para as crenças e desejos dos atores e localizando teias de crenças no contexto das tradições históricas. A narrativa é uma forma alternativa de explicação àquela associada à ciência natural.
Os historiadores comprometidos com uma abordagem de ciência social, no entanto, criticaram a estreiteza da narrativa e sua preferência por anedotas sobre análises, e exemplos inteligentes em vez de regularidades estatísticas.

## Direitos de contar histórias
Os direitos de contar histórias podem ser amplamente definidos como a ética de compartilhar narrativas (incluindo — mas não limitado a — histórias em primeira mão, em segunda mão e imaginadas). Em Storytelling Rights: The uses of oral and written texts by urban adolescents, a autora Amy Shuman oferece a seguinte definição de direitos de contar histórias: “a relação importante e precária entre narrativa e evento e, especificamente, entre os participantes de um evento e os repórteres que reivindicar o direito de falar sobre o que aconteceu."
A ética de recontar as histórias de outras pessoas pode ser explorada por meio de uma série de perguntas: de quem é a história que está sendo contada e como, qual é o propósito ou objetivo da história, o que a história promete (por exemplo: empatia, redenção, autenticidade, esclarecimento) — e em benefício de quem? Os direitos de contar histórias também implicam questões de consentimento, empatia e representação precisa. Embora contar histórias — e recontar — possa funcionar como uma ferramenta poderosa para agência e advocacia, também pode levar a mal-entendidos e exploração.
Os direitos de contar histórias são notavelmente importantes no gênero de narrativa de experiência pessoal. Disciplinas acadêmicas como performance, folclore, literatura, antropologia, estudos culturais e outras ciências sociais podem envolver o estudo dos direitos de contar histórias, muitas vezes baseados na ética.

## Outras aplicações específicas
- O filme narrativo geralmente usa imagens e sons em filme (ou, mais recentemente, em mídia de vídeo analógica ou digital) para transmitir uma história. O filme narrativo é geralmente pensado em termos de ficção, mas também pode reunir histórias da realidade filmada, como em alguns documentários, mas o filme narrativo também pode usar animação.
- A história narrativa é um gênero de escrita histórica factual que usa a cronologia como sua estrutura (em oposição a um tratamento temático de um assunto histórico).
- A poesia narrativa é a poesia que conta uma história.
- A metanarrativa, às vezes também conhecida como narrativa mestre ou grande, é um esquema narrativo cultural de nível superior que ordena e explica o conhecimento e a experiência que você teve na vida. Semelhante à metanarrativa são tramas-mestras ou “histórias esqueléticas recorrentes, pertencentes a culturas e indivíduos que desempenham um papel poderoso em questões de identidade, valores e compreensão da vida.”[66]
- A fotografia narrativa é a fotografia usada para contar histórias ou em conjunto com histórias.

## Leitura futura
- Abbott, H. Porter (2009) The Cambridge Introduction to Narrative Second Edition. Cambridge: Cambridge University Press.
- Bal, Mieke. (1985). Narratology. Introduction to the Theory of Narrative. Toronto: Toronto University Press.
- Clandinin, D. J. & Connelly, F. M. (2000). Narrative inquiry: Experience and story in qualitative research. Jossey-Bass.
- Genette, Gérard. (1980 [1972]). Narrative Discourse. An Essay in Method. (Translated by Jane E. Lewin). Oxford: Blackwell.
- Goosseff, Kyrill A. (2014). Only narratives can reflect the experience of objectivity: effective persuasion Journal of Organizational Change Management, Vol. 27 Iss: 5, pp. 703 – 709
- Gubrium, Jaber F. & James A. Holstein. (2009). Analyzing Narrative Reality. Thousand Oaks, CA: Sage.
- Holstein, James A. & Jaber F. Gubrium. (2000). The Self We Live By: Narrative Identity in a Postmodern World. New York: Oxford University Press.
- Holstein, James A. & Jaber F. Gubrium, eds. (2012). Varieties of Narrative Analysis. Thousand Oaks, CA: Sage.
- Hunter, Kathryn Montgomery (1991). Doctors' Stories: The Narrative Structure of Medical Knowledge. Princeton, NJ: Princeton University Press.
- Jakobson, Roman. (1921). "On Realism in Art" in Readings in Russian Poetics: Formalist and Structuralist. (Edited by Ladislav Matejka & Krystyna Pomorska). The MIT Press.
- Labov, William. (1972). Chapter 9: The Transformation of Experience in Narrative Syntax. In: "Language in the Inner City." Philadelphia, PA: University of Pennsylvania Press.
- Lévi-Strauss, Claude. (1958 [1963]). Anthropologie Structurale/Structural Anthropology. (Translated by Claire Jacobson & Brooke Grundfest Schoepf). New York: Basic Books.
- Lévi-Strauss, Claude. (1962 [1966]). La Pensée Sauvage/The Savage Mind (Nature of Human Society). London: Weidenfeld & Nicolson.
- Lévi-Strauss, Claude. Mythologiques I-IV (Translated by John Weightman & Doreen Weightman)
- Linde, Charlotte (2001). Chapter 26: Narrative in Institutions. In: Deborah Schiffrin, Deborah Tannen & Heidi E. Hamilton (ed.s) "The Handbook of Discourse Analysis." Oxford & Malden, MA: Blackwell Publishing.
- Norrick, Neal R. (2000). "Conversational Narrative: Storytelling in Everyday Talk." Amsterdam & Philadelphia: John Benjamins Publishing Company.
- Ranjbar Vahid. (2011) The Narrator, Iran: Baqney
- Pérez-Sobrino, Paula (2014). «Meaning construction in verbomusical environments: Conceptual disintegration and metonymy» (PDF). Elsevier. Journal of Pragmatics. 70: 130–151. doi:10.1016/j.pragma.2014.06.008
- Quackenbush, S.W. (2005). «Remythologizing culture: Narrativity, justification, and the politics of personalization» (PDF). Journal of Clinical Psychology. 61 (1): 67–80. PMID 15558629. doi:10.1002/jclp.20091
- Polanyi, Livia. (1985). "Telling the American Story: A Structural and Cultural Analysis of Conversational Storytelling." Norwood, NJ: Ablex Publishers Corporation.
- Salmon, Christian. (2010). "Storytelling, bewitching the modern mind." London, Verso.
- Shklovsky, Viktor. (1925 [1990]). Theory of Prose. (Translated by Benjamin Sher). Normal, IL: Dalkey Archive Press.
- Todorov, Tzvetan. (1969). Grammaire du Décameron. The Hague: Mouton.
- Toolan, Michael (2001). "Narrative: a Critical Linguistic Introduction"
- Turner, Mark (1996). "The Literary Mind"
- Ranjbar Vahid. The Narrator, Iran: Baqney 2011 (summary in english)
- White, Hayden (2010). The Fiction of Narrative: Essays on History, Literature, and Theory, 1957–2007. Ed. Robert Doran. Baltimore: Johns Hopkins University Press.